# No Light, No Light
"No Light, No Light" é uma música da banda inglesa indie rock Florence and the Machine do seu segundo álbum de estúdio, Ceremonials (2011). A música foi escrita por membros da banda Florence Welch e Isabella Summers enquanto a produção era tratada por Paul Epworth. A Island Records lançou a música como o segundo single do álbum em 16 de janeiro de 2012. A música foi a primeira escrita para o álbum no ônibus turístico da banda em Amsterdã. Liricamente, na música, Welch está expressando frustração com o estado de seu relacionamento frágil e ela tenta manter o conjunto. "No Light, No Light" recebeu críticas positivas por críticos de música que geralmente elogiaram os vocais de Welch e a instrumentação com bateria. Também foi colocado em listas de final de ano de vários críticos de melhores singles. A música atingiu o número cinquenta no UK Singles Chart, o Irish Singles Chart e o número trinta e nove no quadro Billboard Alternative Songs dos EUA.
Um video musical de acompanhamento para a música estreou em 18 de novembro de 2011 e é dirigido pela dupla islandesa Arni & Kinski. Inclui tiros de Welch cantando em um arranha-céu e sendo perseguido por um contorcionista. Após a sua divulgação, o vídeo recebeu críticas mistas a positivas por críticos que elogiaram os tiros dramáticos, as referências de religião e vudu. No entanto, após o lançamento on-line, várias publicações e usuários em vários sites comentaram sobre o uso do racismo e imagens raciais devido ao rosto preto do homem voodoo no início, o que Welch mais tarde negou. "No Light, No Light" foi realizado ao vivo pela banda várias vezes em programas de televisão e nos 2012 BRIT Awards realizados no The O2 Arena, em Londres. Eles também tocaram a música durante o bis de sua segunda turnê mundial de cerimônias (2011-12).

## Antecedentes e lançamento
No Light, No Light foi escrito por membros da banda Florence Welch e Isabella Summers, enquanto a produção foi tratada por Paul Epworth.